# Yumani
Yumani es una localidad lacustre de Bolivia, ubicada en las tierras altas del país. Administrativamente se encuentra en el municipio de Copacabana de la provincia de Manco Kapac en el departamento de La Paz.
La localidad se encuentra a una altitud de 3.989 m s. n. m. en el lago Titicaca, en la parte suroriental de la isla del Sol, al sureste del Cerro Palla Khasa. Es la localidad principal de la isla del Sol, en cuanto a población.

## Geografía

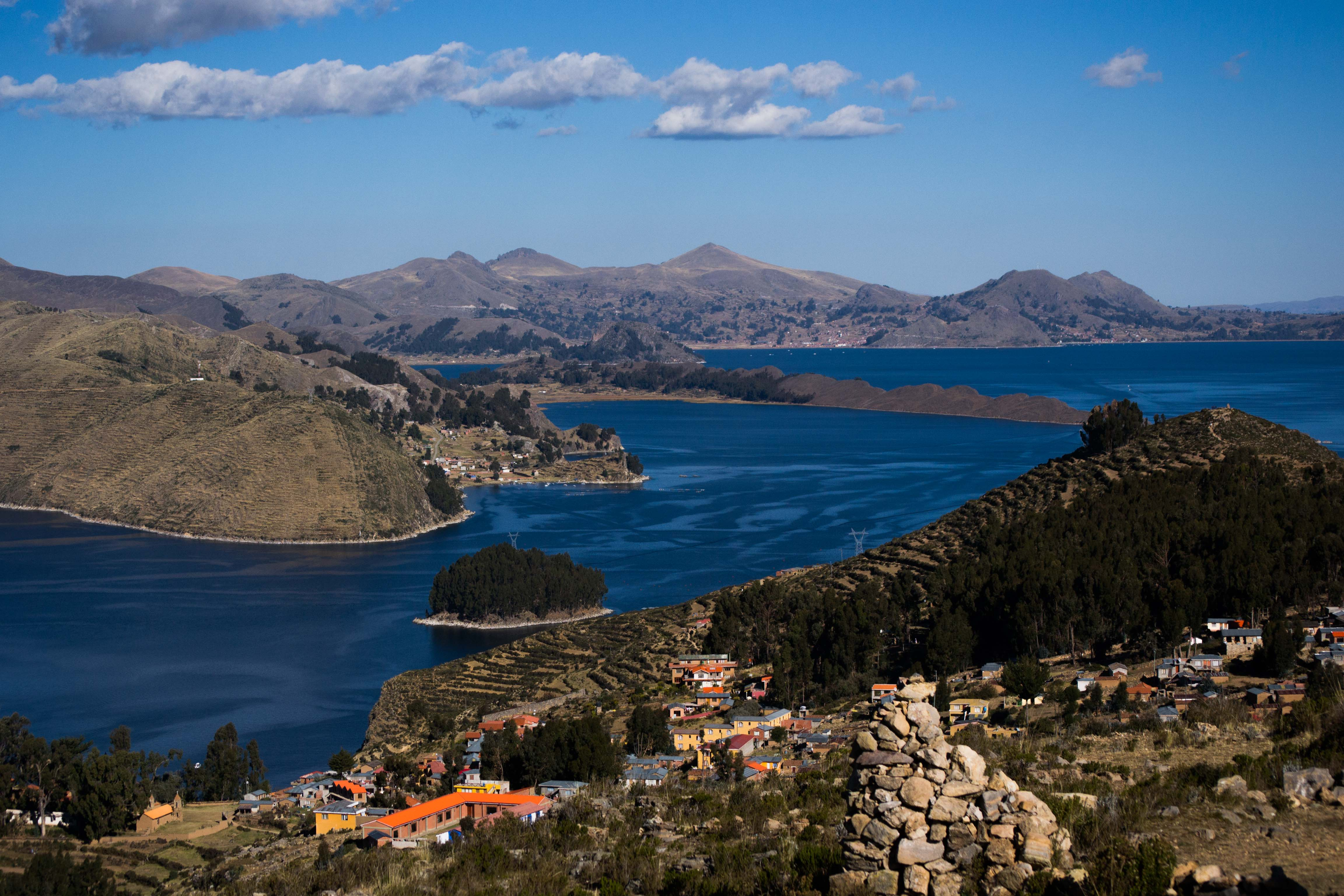
Vista de Yumani, al frente, con la localidad de Yampupata al fondo.

Yumani se encuentra en el Altiplano boliviano entre las cadenas montañosas andinas de la Cordillera Occidental al oeste y la Cordillera Central al este. El clima de la región es un clima diurno típico, en el que la fluctuación media de las temperaturas diarias es más pronunciada que la fluctuación de las temperaturas a lo largo del año.
La temperatura media anual en la región es de alrededor de 8 °C, los valores mensuales fluctúan solo ligeramente entre poco menos de 6 °C en junio/julio y 10 °C en noviembre/diciembre. La precipitación anual es de unos 700 mm, la precipitación mensual es de menos de 10 mm en los meses de junio y julio y 150 mm en enero y febrero.

## Transporte
Yumani se encuentra a 168 kilómetros por carretera al noroeste de La Paz, la sede de gobierno de Bolivia.
La carretera nacional pavimentada Ruta 2 conduce desde La Paz en dirección noroeste a través de Huarina hasta San Pablo de Tiquina en el lago Titicaca, donde los barcos cruzan el Estrecho de Tiquina. Luego de otros 40 kilómetros la Ruta 2 llega a Copacabana. Desde ahí, un camino rural sin pavimentar de 11 millas (17 km) recorre hacia el noroeste a lo largo de la costa hasta Yampupata. La distancia de Yampupata hasta Yumani, en la isla del Sol, es de cuatro kilómetros en línea recta. No hay tráfico motorizado en la propia Isla del Sol. Desde Yumani se pueden visitar las otras dos localidades de la isla, Challa y Challapampa.

## Demografía
La población de la localidad aumentó ligeramente en la década comprendida entre los dos últimos censos:
| Año  | Habitantes | Fuente |
| ---- | ---------- | ------ |
| 1992 | -          | Censo  |
| 2001 | 699        | Censo  |
| 2012 | 746        | Censo  |

Debido al desarrollo poblacional histórico, la región tiene una alta proporción de población aimara, ya que en el municipio de Copacabana el 94,3% de la población habla aimara.

## Turismo
Yumani se ha convertido en un importante destino turístico, principalmente porque es donde se encuentran la mayoría de los alojamientos de la isla del Sol. El turismo es además la principal fuente de ingresos de los pobladores de Yumani. Entre los atractivos turísticos cerca de Yumani se encuentran el Palacio de Pilkokaina, la Escalera del Inca y la Fuente de la Juventud (o Fuente de las Tres Aguas).
El pueblo también ha sido lugar de rodajes en películas como Ukamau (1966), Ajayu (1996) y Cuidando al sol (2022), debido a los paisajes montañosos y lacustres que presenta.